# السعودية في دورة ألعاب غرب آسيا 2005
شاركت السعودية في دورة ألعاب غرب آسيا 2005 التي أقيمت في العاصمة القطرية الدوحة خلال الفترة من 1 ديسمبر 2005 وحتى 10 ديسمبر 2005، حيث احتلت المملكة العربية السعودية المرتبة السادسة بأربع ميداليات ذهبية و9 ميداليات فضية.

## كرة القدم
انضمت المملكة العربية السعودية إلى المجموعة ب إلى جانب العراق وكازاخستان، حيث تأهل العراق للفوز بالمجموعة الثانية، وتأهلت السعودية التي احتلت المركز الثاني في المجموعة الثانية، إلى الدور نصف النهائي بفوزها بالمباراة التي أقيمت بين قطر والمملكة العربية السعودية لتحديد أفضل مركز ثاني.
وفي الدور قبل النهائي خسرت المملكة العربية السعودية أمام العراق واحتلت المرتبة الرابعة في هذا الحدث.

### اللاعبين
مصدر:
| - عساف القرني - وليد عبدربه - سليمان أميدو - نايف القاضي - محسن القرني - تيسير الجاسم - عيسى المحياني - فيصل السلطان - سعود الخيبري - محمد مسعد | - أحمد البحري - خالد عزيز - صاحب العبدالله - نواف التمياط - سعد العبود - أحمد الصويلح - سعيد الحربي - كامل الموسى - محمد العنبر - علاء الكويكبي |

- المدرب: جابرييل كالديرون

### مباريات المجموعة ب
| السعودية                             | 2–0 | فلسطين |
| ------------------------------------ | --- | ------ |
| أحمد الصويلح 18' · عيسى المحياني 22' |     |        |

| العراق                                                                  | 5–1 | السعودية        |
| ----------------------------------------------------------------------- | --- | --------------- |
| حيدر عبد الأمير 8' · عماد محمد 19' · نشأت أكرم 30' · يونس محمود 51' 78' |     | نايف القاضي 53' |

#### الجدول
| الفريق   | لعب | فاز | تعادل | خسر | أهداف له | أهداف عليه | فارق الأهداف | النقاط |
| -------- | --- | --- | ----- | --- | -------- | ---------- | ------------ | ------ |
| العراق   | 2   | 2   | 0     | 0   | 9        | 1          | +8           | 6      |
| السعودية | 2   | 1   | 0     | 1   | 3        | 5          | -2           | 3      |
| فلسطين   | 2   | 0   | 0     | 2   | 0        | 6          | -6           | 0      |

### نصف النهائي
| العراق                        | 2–0 | السعودية |
| ----------------------------- | --- | -------- |
| لؤي صلاح 33' · رزاق فرحان 85' |     |          |

### مباراة المركز الثالث
| إيران            | 2–1 | السعودية                    |
| ---------------- | --- | --------------------------- |
| آرش برهاني 2' 4' |     | Sahib Jassim Al-Abdullah 8' |